# Mohammed Racim
Mohammed Racim (en arabe : محمد راسم), né le 24 juin 1896 à la Casbah d'Alger, mort assassiné le 30 mars 1975, est un peintre algérien, calligraphe, miniaturiste, fondateur de l'École algérienne de miniature. Il fut spécialiste de calligraphie arabe, enluminée et miniaturiste ; il travailla sur La Vie de Mohammed, prophète d'Allah, le livre d'Étienne Dinet.
Ses œuvres furent exposées à Alger, Paris, au musée Galliera, au Caire, à Rome et Vienne.
Un timbre a été édité à son effigie.

## Biographie
Jeune écolier de la rampe Valée à Alger, Mohammed Racim est issu d'une famille d'artistes-artisans algéroise d'origine turque,, ; son père, Ali ben Saïd Racim, et son oncle, Mohammed ben Saïd Racim, tenaient à la Casbah un atelier d'enluminure et de sculpture sur bois. Remarqué par Prosper Ricard, inspecteur des Arts indigènes, il entre en 1910 au Cabinet de dessin de l'enseignement professionnel dans les écoles indigènes qui dépendait de l'université d'Alger, où il apporta à la tâche une intelligence qui plaida en sa faveur auprès de ses maîtres, notamment son oncle, dont il sollicita souvent les conseils. 
Le peintre Étienne Dinet, venu au Cabinet de dessins, se documenter sur la Vie du Prophète qu'il allait rédiger et illustrer, lui confia, en 1916, l'ornementation de son livre édité chez Piazza. Ce fut le début d'une longue collaboration avec le célèbre éditeur ; lui sont confiées alors la décoration de L'Islam sous la cendre d'Henri Heine, l'illustration de Barberousse et du Boustan de Saadi, non publiés car les originaux de ces deux livres ont été vendus par l'éditeur à deux collectionneurs américains. Il fit ensuite l'illustration et la décoration de l'Omar Khayyâm en langue anglaise de E.G. Browne, puis celle de Khadra de Dinet.
Des débuts aussi prometteurs incitèrent Racim à quitter le Cabinet de dessin où il était resté de 1910 à 1924 pour se rendre à Paris et signer un contrat avec son éditeur pour décorer le texte des Mille et une nuits traduites par le docteur Mardrus, que Léon Carré avait illustré de façon magistrale. Ce travail allait le retenir huit années et les ressources procurées allaient permettre au jeune artiste de voyager et de visiter les musées. 
Une bourse d'études en Espagne lui avait été octroyée par le Gouvernement général de l'Algérie en 1919, Cordoue et Grenade lui révélèrent l'atmosphère musulmane de l'âge d'or. Après un bref et discret passage au département des manuscrits de la Bibliothèque nationale de France, il voyage de nouveau, à Londres où il rencontre Edward Denison Ross, maître des études iraniennes, puis au Caire, Rome, Vienne, Bucarest et Stockholm. 
La découverte de la miniature persane marque, après l'atelier de la Casbah et le Cabinet de dessin, une seconde étape dans l'apprentissage de Mohammed Racim. 
De son vivant, l'Algérie possédait la première place dans le monde de l'art miniatural. La célébrité du maître était telle dans ce domaine qu'il faillit émigrer en Inde où sa présence était réclamée. C'est qu'à force de travail et d'intelligence, il écartait les altérations dues aux apports néfastes de l'Occident et faisait jaillir de quatre siècles et demi d'obscurité l'éclatante fraîcheur de l'œuvre originelle.[réf. nécessaire]
Sa miniature renvoie par ces descriptions à la société algérienne d'antan, images toutes en poésie, dénotant une extrême sensibilité et un souci permanent de rapporter fidèlement des scènes de la vie sociale, dans des décors minutieusement étudiés, comme les avaient conçus les artisans‑décorateurs de l'époque. Minutie, patience, poésie, sens du décor, sûreté de main, choix des nuances, sont autant de facteurs qui président aux créations de Racim qui n'avait fait qu’une courte incursion dans la peinture à l'huile.
Il meurt le 30 mars 1975, assassiné avec sa femme dans leur demeure d'El Biar à Alger. Les criminels emportent avec eux plusieurs de ses tableaux.

## Expositions
Il expose la somme de ses ouvrages, au musée Galliera, à Paris, puis à la galerie Escale, où il reçoit un accueil enthousiaste tant de la part du public que de la presse qui saluent en lui l'artiste qui monte. Les critiques du Figaro, de l’Écho de Paris, du Petit Parisien, de l'Ami du Peuple, de Gringoire, du Journal des arts, de La Revue moderne, des pays étrangers et de l'Afrique du Nord sont élogieux.
Le contrat de Mohammed Racim avec la Maison Piazza venant à expiration en 1932, l'artiste retourne à Alger où il organise une exposition à la galerie Soubiron. En 1933, il reçoit le grand prix artistique de l'Algérie, consacrant un talent qui lui avait déjà valu l'attribution de la médaille des orientalistes en 1924. Dès 1934, il se consacre à l'enseignement à l'École des beaux-arts d'Alger. 
Par ses voyages et ses expositions à l'étranger, Mohammed Racim fut un excellent propagandiste de l'Algérie. Après trois expositions des plus réussies dans les trois capitales scandinaves, la Société royale d'Angleterre des miniaturistes et peintres l'élit en 1950 membre honoraire.
Après l'Indépendance de l'Algérie, il participe à l'exposition des « Peintres algériens » organisée en 1963 à Alger pour les Fêtes du 1er novembre et préfacée par Jean Sénac puis, en 1964, à celle qui est présentée à Paris au musée des arts décoratifs.

## Musées
- Musée national des Beaux-Arts d'Alger
- Musée national des antiquités et des arts islamiques
- Musée public national d’Art moderne et contemporain d’Alger
- Musée national de l'enluminure, de la miniature et de la calligraphie d'Alger

## Elèves
- Mohamed Louaïl[7]